# گراسیلاریا
گراسیلاریا (نام علمی: Gracilaria) نام یک سرده از division جلبک قرمز است.